# Karol Jan Liechtenstein
Karol Jan, książę Liechtensteinu, właśc.: Karl Johann Anton von Liechtenstein (ur. 14 czerwca 1803 w Wiedniu, zm. 12 października 1871 w Ischl) – trzeci syn księcia Jana I, bratanek księcia Alojzego I, brat księcia Alojzego II. Jako dziecko nominalny regent Liechtensteinu w latach 1806–1813. Od 1836 do 1871 dzierżył ziemie dziedziczne Neulengbach.
10 września 1832 roku ożenił się z Rozalią von Grünne (1805-1841) wdową po grafie von Schönfeld, córką grafa Filipa von Grünne. Mieli czworo dzieci:
- Rudolfa Liechtenstein (1833-1888)
- Filipa Karola Liechtenstein (1837-1901)
- Albertynę Józefę Liechtenstein (1838-1844)[1]